# Charles Reginald Aston
Charles Reginald Aston (* 7. April 1832 in Birmingham, England; † 7. Januar 1908 ebenda) war ein britischer Landschafts- und Architekturmaler.

## Leben

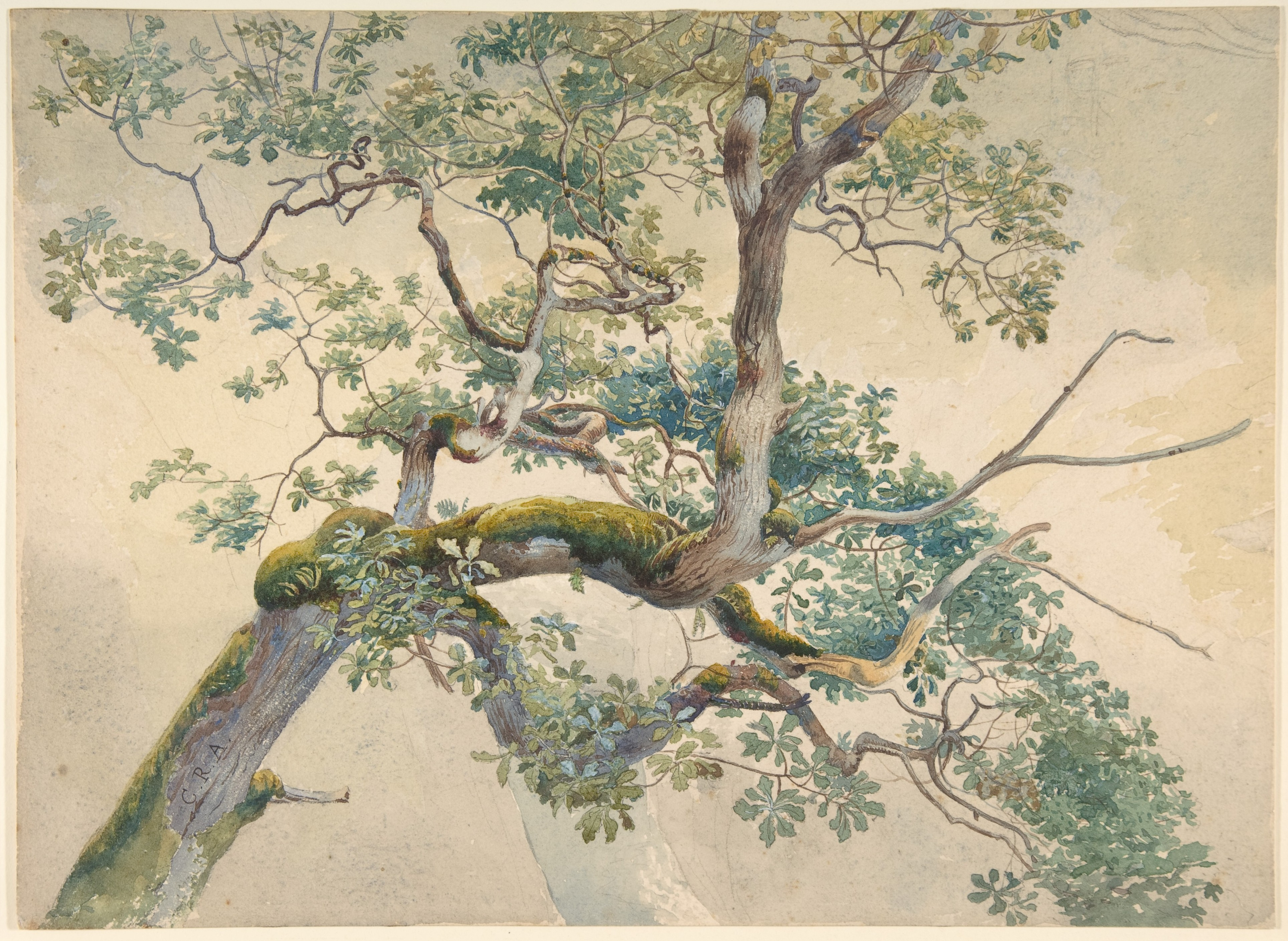
Tree Branches (Baumzweige), Studie in Aquarell auf Bleistift

Aston, Sohn eines Knopfmachers, mütterlicherseits ein Großneffe des Malers Thomas Lawrence, stammte aus Birmingham und erhielt eine Architekturausbildung in London, ehe er sich der Landschaftsmalerei zuwandte. Auf der Suche nach romantischen Motiven bereiste er Großbritannien, insbesondere Cornwall und Wales, sowie Italien. 1856/1857 war er Mitglied des Deutschen Künstlervereins in Rom. Er lebte in Devon und in Birmingham, wo er Mitglied der Birmingham Royal Society of Painters war. Am 16. Februar 1871 heiratete er in Frimley, Surrey, Edna Milgrove Pain (* um 1843). Seine Werke stellte er an der Royal Academy (1862–1878) und im Royal Institute of Painters in Watercolours in London aus. Der Royal Society of Painters in Water Colours trat er 1882 bei.